# Obert Chembe
Obert Chembe, né le 23 octobre 1989 à Lusaka, est un coureur cycliste zambien. Il participe à des compétitions sur route et en VTT.

## Biographie
En 2009, Obert Chembe est sacré champion de Zambie sur route. L'année suivante, il participe à plusieurs courses en Europe avec l'équipe du Centre mondial du cyclisme.

## Palmarès sur route
- 2009
  -  Champion de Zambie sur route
- 2012
  -  Champion de Zambie sur route
- 2016
  - Tour de Mikango
- 2018  
  - Tour de Mikango
- 2019 
  -  Champion de Zambie sur route

## Classements mondiaux
| Année                                 | 2010 |
| ------------------------------------- | ---- |
| UCI Africa Tour                       | 161e |
|                                       |      |
| Légende : nc = non classéSource : UCI |      |